# Muratella
Muratella è un'area urbana (piano di zona B38) del Municipio Roma XI di Roma Capitale. Fa parte della zona urbanistica 15E Magliana, nella zona Z. XL Magliana Vecchia.

## Descrizione
È situata lungo la via della Magliana, in prossimità della omonima stazione della linea FL1, che collega l'aeroporto "Leonardo da Vinci" a Roma ed a Fara in Sabina/Orte/Poggio Mirteto.
Si tratta di una zona importante soprattutto per la posizione che occupa e per la questione mobilità. Si trova nel quadrante sud-ovest della città; è collegata, grazie alla linea metropolitana FL1, l'A91 (Roma - Fiumicino Aeroporto) ed il Grande Raccordo Anulare sia con l'aeroporto che con il resto della regione e con Roma.
In quest'area è prevista la costruzione di due grattacieli: la torre per uffici facente parte del progetto Millennium di Richard Rogers (152 metri) e la Green Tower di Jean Marc Schivo (130 metri).
Di fronte alla stazione si trova il "Canile Comunale Muratella".

## Collegamenti
|  | È raggiungibile dalla stazione di Muratella. |